# Gerbič
Gerbič je priimek v Sloveniji, ki ga je po podatkih Statističnega urada Republike Slovenije na dan 1. januarja 2010 uporabljalo 13 oseb in je med vsemi priimki po pogostosti uporabe uvrščen na 16.346. mesto.

## Znani nosilci priimka
- Fran Gerbič (1840—1917), skladatelj in pevec
- Jarmila Gerbič (1877—1964), operna pevka, sopranistka